# 巴雷利縣

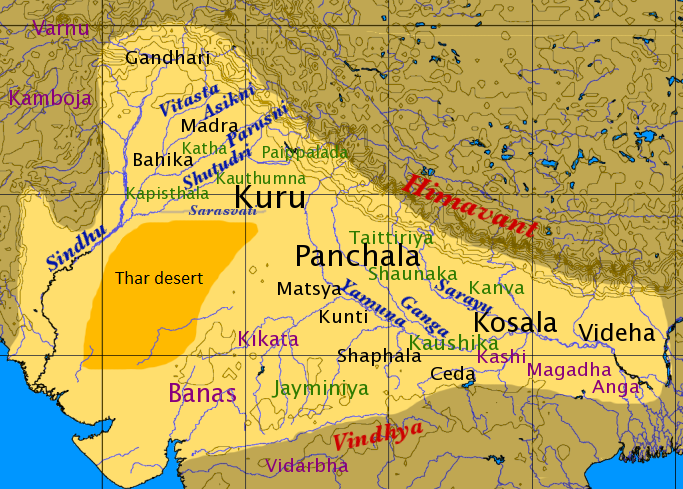

巴雷利縣（Bareilly district）是印度北方邦的一個縣，位於該國北部，面積4,120平方公里，每年平均降雨量1,714毫米，識字率為60.52%，2001年普查人口總數為3,598,701人，人口密度每平方公里873人。
28°25′N 79°23′E / 28.417°N 79.383°E